# غيلبرتو أليماو
غيلبرتو أليماو هو لاعب كرة قدم برازيلي في مركز قلب الدفاع، ولد في 1 فبراير 1990 في São Miguel do Oeste ‏ في البرازيل. لعب مع ريد بل براغانتينو وفيلدا يونايتد ونادي إيكاسا ونادي موجي ميريم.

## وصلات خارجية
- غيلبرتو أليماو على موقع قاعدة بيانات كرة القدم.إي يو (الإنجليزية)
- غيلبرتو أليماو على موقع Soccerway.com (الإنجليزية)